# Car (fill de Foroneu)
|  | Per a altres significats, vegeu «Car». |

Car (en grec antic: Κάρ 'Kár') era fill de Foroneu i va ser rei de Mègara. L'acròpolis de la ciutat s'anomenava Caria, derivada del nom d'aquest rei. La tradició el fa el fundador de Mègara.
En temps de Car, a Mègara es van construir diversos santuaris dedicats a Demèter, i es va fundar el culte a aquesta deessa. Els seus habitants, al segle ii explicaven que el nom de la ciutat venia de μέγαρον ('mégaron') la sala o habitació principal d'una casa.
Dotze generacions després de Car, Mègara va ser conquerida per Lèlex, fill de Posidó, que va arribar a la ciutat des d'Egipte.